# Ivan Horbachevsky

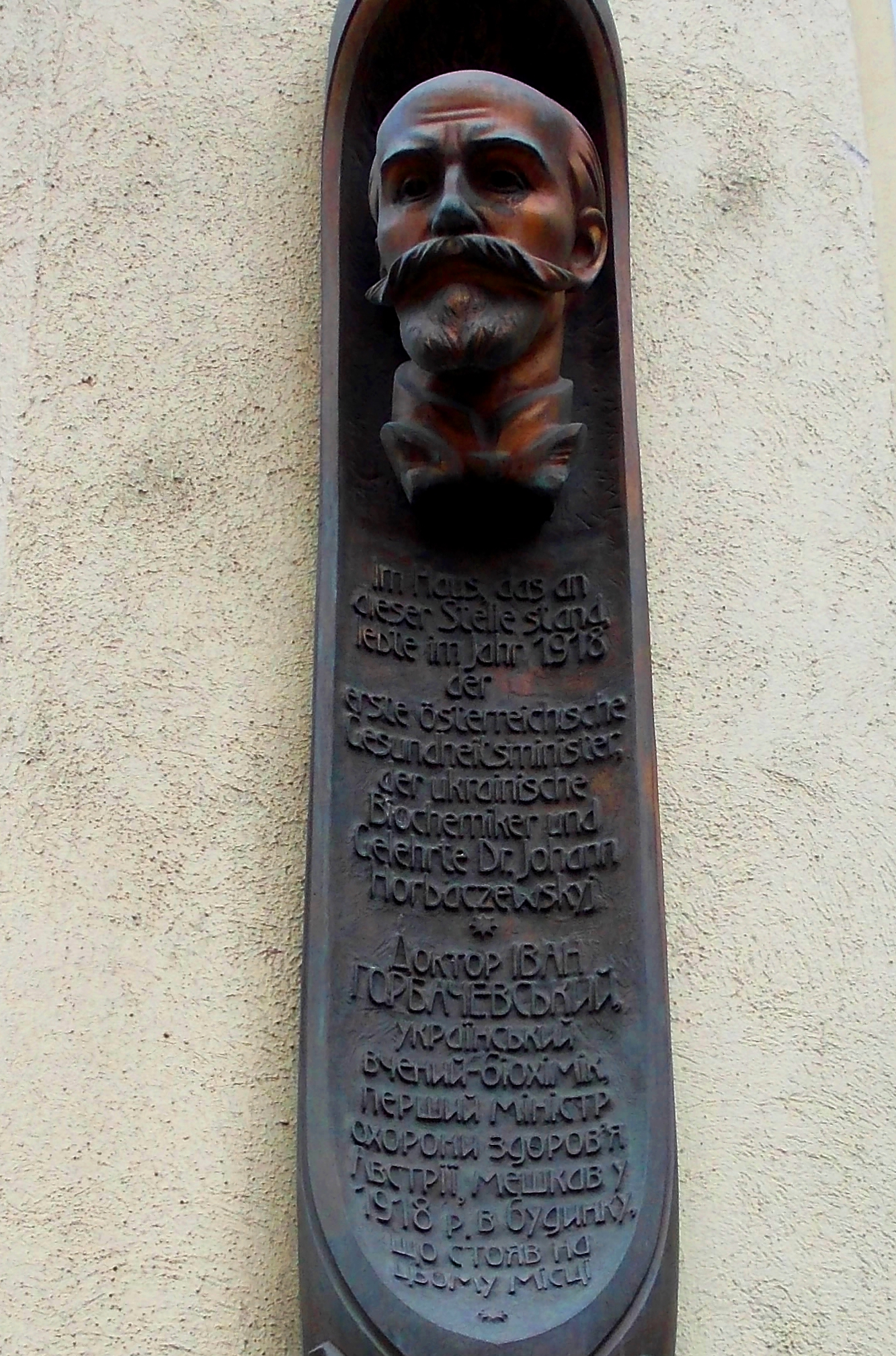
Placa comemorativa de Ivan Horbaczewski em Viena

Ivan Yakovych Horbachevsky (em ucraniano:  Іван Якович Горбачевський, Ivan Jakovyč Horbačevskyj; 15 de Maio de 1854, Zarubińce - 24 de Maio de 1942, Praga) também conhecido como Jan Horbaczewski, Johann Horbaczewski ou Ivan Horbaczewski, foi um eminente químico e político austríaco de origem ucraniana.
De 1872 a 1878 estudou medicina na Universidade de Viena, na Áustria. Em 1883 foi nomeado professor extraordinário e, em 1884, professor ordinário na Universidade de Praga pelo Imperador, e foi reitor da mesma universidade durante algum tempo. Ele é particularmente conhecido pelas suas contribuições na química orgânica e bioquímica. Ele foi o primeiro a sintetizar ácido úrico a partir de glicina em 1882. Ele também notou que os aminoácidos eram blocos de construção das proteínas. Horbachevsky trabalhou na Áustria, Checoslováquia, Hungria e Ucrânia. A 30 de Julho de 1918, o Conselheiro Imperial Ivan Horbachevsky foi nomeado por decreto imperial o primeiro ministro da Saúde do império.